# Scorzoneroides kralikii
Scorzoneroides kralikii là một loài thực vật có hoa trong họ Cúc. Loài này được (Pomel) Greuter & Talavera mô tả khoa học đầu tiên năm 2006.